# Aeropuerto Internacional Macedonia
El Aeropuerto Internacional de Salónica-Macedonia (en griego: Κρατικός Αερολιμένας Θεσσαλονίκης «Μακεδονία», Kratikós Aeroliménas Thessaloníkis «Makeðonía») (IATA: SKG, OACI: LGTS) está localizado a unos 15 km al sureste del centro de la ciudad de Salónica, muy cerca de Kalamariá. El aeropuerto fue inaugurado en 1930 y hoy en día es el cuarto aeropuerto en importancia de Grecia, con un movimiento de pasajeros de 3,5 millones anuales. Está comunicado con el centro de la ciudad por el servicio de autobús No.78 las 24 horas del día. Se ha planificado realizar una importante expansión en el aeropuerto, incluyendo un edificio mucho mayor para la terminal con una capacidad para 9 millones de pasajeros al año. Actualmente la extensión de una de las pistas hacia el mar está en progreso, con el fin de permitir la operación de vuelos de largo alcance.

## Plan de inversión de Fraport Grecia
El 22 de marzo de 2017, Fraport-Grecia presentó su plan maestro para los 14 aeropuertos regionales, incluido el aeropuerto de Macedonia de Tesalónica.
Bobotis Architects está implementando los estudios de arquitectura para el aeropuerto de Tesalónica.
Intrakat ha gestionado la rehabilitación y mejora de las instalaciones actuales del aeropuerto, así como estudios y proyectos de ampliación.
Las acciones inmediatas que se implementarán en los aeropuertos tan pronto como Fraport Grecia se haga cargo de las operaciones antes del lanzamiento de la temporada de verano incluyen:[actualizar]
1. Limpieza general
2. Mejora de la iluminación, señalización de zonas de operaciones.
3. Mejora de las instalaciones sanitarias
4. Potenciar los servicios y ofrecer nueva conexión gratuita a Internet (WiFi)
5. Ejecución de obras para mejorar la seguridad contra incendios en todas las áreas de los aeropuertos

A continuación se resumen los cambios de mejora que se implementarán para el Aeropuerto Internacional de Macedonia de Salónica bajo el plan de inversión de Fraport Grecia hasta 2021:[actualizar]
1. Nueva terminal
2. Ampliación de la terminal en 30.998 m², incl. nuevo acceso terrestre
3. Remodelación de Terminal existente
4. Cribado en línea de HBS
5. Nueva estación de bomberos
6. Ampliación de la planta de tratamiento de aguas residuales o conexión al servicio municipal
7. Reorganización de la plataforma del aeropuerto
8. Renovación del pavimento de la zona de operaciones
9. Ampliación de la terminal en 31.380 m²
10. Aumento del 47 por ciento en el número de estaciones de facturación (de 30 a 44)
11. Aumento del 75 por ciento en la cantidad de carriles de seguridad (de 4 a 7)
12. 50 por ciento de aumento en el número de puertas de salida (de 16 a 24)
13. Duplicar el número de carriles de control de seguridad (de 6 a 12)

## Aerolíneas y destinos
| Aerolíneas                    | Destinos |
| ----------------------------- | --- |
| Aegean Airlines               | Atenas, Barcelona, Berlín, Bruselas, Düsseldorf, Fráncfort, Hamburgo, Heraclión, Kos, La Canea, Lárnaca, Milán–Malpensa, Múnich, Mytilene, Rodas, Roma–Fiumicino, Stuttgart, Zúrich Estacional: Colonia/Bonn, Hanover, Míconos (inicia 28 de abril de 2024), Núremberg, París–Charles de Gaulle, Paros (inicia 30 de abril de 2024), Santorini (inicia 29 de abril de 2024), Tel Aviv, Tiflis, Venecia, Ereván |
| Air France                    | Estacional: París–Charles de Gaulle |
| Air Serbia                    | Belgrado Estacional: Kraljevo |
| airBaltic                     | Estacional: Riga |
| Austrian Airlines             | Viena |
| British Airways               | Estacional: Londres–City, Londres–Gatwick, Londres–Heathrow |
| Cyprus Airways                | Estacional: Lárnaca |
| easyJet                       | Londres–Gatwick Estacional: Basilea/Mulhouse, Berlín, Mánchester |
| El Al                         | Tel Aviv (suspended) |
| Eurowings                     | Colonia/Bonn, Düsseldorf, Stuttgart Estacional: Dortmund, Hamburgo, Hanover, Salzburgo |
| FlyOne                        | Chișinău (inicia 3 de abril de 2024) |
| Georgian Airways              | Estacional: Tiflis |
| Jet2.com                      | Estacional: Birmingham, Bristol, Edimburgo, Leeds/Bradford, Londres–Stansted, Mánchester, Newcastle upon Tyne |
| Lufthansa                     | Fráncfort, Múnich |
| Luxair                        | Estacional: Luxemburgo |
| Marathon Airlines             | Chárter estacional: Innsbruck |
| Norwegian Air Shuttle         | Estacional: Oslo, Estocolmo–Arlanda |
| Olympic Air                   | Chios, Ikaria, Kalamata, Lemnos, Samos |
| Ryanair                       | Beauvais, Bérgamo, Berlín, Bratislava, Bucarest–Otopeni, Budapest, La Canea, Charleroi, Cracovia, Dortmund, Estocolmo–Arlanda, Gotemburgo (reinicia 2 de abril de 2024), Helsinki (inicia 2 de abril de 2024), Londres–Stansted, Malta, Memmingen, Núremberg, Pafos, Poznań (inicia 31 de marzo de 2024), Rodas (inicia 31 de marzo de 2024), Roma–Ciampino, Treviso, Vienna, Weeze Estacional: Bolonia, Copenhague, Corfu, Dublin, Eindhoven, Hahn, Heraclión, Karlsruhe/Baden-Baden, Nápoles, Sarajevo (inicia 3 de julio de 2024), Varsovia–Modlin, Zagreb |
| Scandinavian Airlines         | Estocolmo–Arlanda Estacional: Copenhague |
| Sky Express                   | Atenas, Chios, Heraclión, Lárnaca, Mytilene, Samos, Skyros Estacional: Míconos, Paros |
| Smartwings                    | Chárter estacional: Brno, Katowice (inicia 25 de mayo de 2024), Linz (inicia 8 de abril de 2024), Praga, Salzburgo (inicia 16 de abril de 2024) Viena (inicia 10 de abril de 2024) |
| Sun d'Or                      | Estacional: Tel Aviv |
| Sundair                       | Estacional: Bremen |
| Swiss International Air Lines | Zúrich Estacional: Ginebra |
| TAROM                         | Bucarest–Otopeni |
| Transavia                     | Amsterdam, Bruselas (inicia 29 de junio de 2024) Estacional: París–Orly |
| TUI Airways                   | Estacional: Birmingham, Bristol, Londres–Gatwick, Manchester |
| TUI fly Belgium               | Estacional: Bruselas |
| Turkish Airlines              | Estambul |
| Volotea                       | Estacional: Santorini |
| Wizz Air                      | Bucarest–Otopeni, Budapest, Kutaisi, Lárnaca |

## Estadísticas
Ver fuente y consulta Wikidata.

## Incidentes
- El 17 de diciembre de 1997, un Yakovlev 42 de Aerosvit Airlines, que operaba la ruta Odesa (Ucrania) a Tesalónica, perdió contacto con el control de tráfico aéreo del aeropuerto y luego se estrelló cerca del Monte Olimpo. Un total de 70 personas, entre pasajeros y personal de a bordo murieron.